# Raffaele De Rosa
Raffaele De Rosa, född 25 mars 1987 i Neapel, är en italiensk roadracingförare. Han tävlar sedan 2012 huvudsakligen i Supersport-VM med något inhopp i Superbike-VM.  i världsmästerskapens 250GP-klass. De Rosa gjorde VM-debut 2004 på Donington Park i 125GP-klassen. Han körde de följande säsongerna i 125GP utan större framgångar. säsongen 2009 bytte han till 250GP där han körde en Honda för Scot Racing Team. Han blev sexa i VM-tabellen med andraplatserna i Australiens och Valencias Grand Prix som främsta placeringar. Roadracing-VM 2010 körde han i den nya Moto2-klassen för Tech 3-teamet. 2011 körde han för SAG Team på en FTR.